# Incoronata
Incoronata est un site archéologique, dont l’occupation est principalement datée entre le IXe et le VIe siècle av. J.-C., situé sur l’actuelle commune de Pisticci, dans la région Basilicate, en Italie.
Le site fait l’objet d’investigations archéologiques depuis sa découverte en 1970 par le premier surintendant des Antiquités de la Basilicate, Dinu Adamesteanu.
Siège dès le IXe siècle av. J.-C. d’un important établissement protohistorique indigène posté sur le plateau sommital de basses collines, à quelques kilomètres de la côte de la mer ionienne, le site est bien connu dans la littérature archéologique pour avoir révélé en grand nombre des vases de productions grecque et indigène locales d’une très grande qualité d’exécution.
Dans la littérature archéologique, on distingue généralement l’Incoronata dite indigena, plateau collinaire essentiellement caractérisé par les vestiges d’une occupation indigène, de l’Incoronata dite greca, qui concentre sur une même colline un nombre relativement important d’artefacts de facture grecque ; cependant, cette dernière appellation greca a largement été remise en cause lors des recherches les plus récentes, qui ont au contraire revalorisé la continuité d’occupation et de fréquentation indigène du site archéologique.

## Géographie, géologie, toponymie

### Environnement géographique et géologique
Le site archéologique de l’Incoronata se situe sur une basse colline alluviale à environ 7 kilomètres de l’actuelle côte de la mer ionienne. Le nom d’Incoronata recouvre en fait un ensemble de plateaux collinaires, dominant la plaine et le cours inférieur du fleuve Basento, probablement encore navigable au début du premier millénaire av. J.-C. Le sous-sol du site est constitué notamment de strates d’argile marine, ainsi que de séries de dépôts de sables et de graviers pertinents aux différentes fluctuations du niveau marin.

### Toponymie
Le nom d’Incoronata, bien diffusé dans l’Italie péninsulaire, peut faire référence au culte de la Vierge Marie, « couronnée » Reine du Ciel et de la terre. Si aucun vestige d’édifice lié au culte chrétien n’est connu actuellement, les excavations archéologiques menées en 2004 ont permis la mise au jour de traces d’occupation médiévale sur la pointe nord-ouest de la colline.

## Histoire

### Site indigène
Les plus anciennes traces d’occupation à l’Incoronata semblent remonter au début de l’âge du Fer, dès le IXe siècle av. J.-C. Ces traces, disséminées sur les collines de l’Incoronata ainsi que celle de San Teodoro (immédiatement voisine des premières), consistent pour la plupart en nécropoles de centaines de tombes et quelques vestiges plus diffus d’habitations en matériaux périssables, révélant un habitat relativement important pour le premier âge du Fer. Les tombes sont des inhumations, en fosse ou parfois dans des coffres en matières périssables, où le défunt est habituellement déposé sur le côté en position recroquevillée, accompagné de vases céramiques, d’armes, outils et objets de parures (bronze, fer, ambre) selon le statut et le genre de l’inhumé. Si l'on en croit la mention des auteurs anciens plus tardifs sur l'identité ethnique de la population indigène habitant cette région du sud de l'Italie, certains chercheurs avancent que ce sont des Œnôtres qui occuperaient ce site en particulier.
Sur l’Incoronata dite greca, des indices indirects mais quantitativement significatifs permettent de croire à la tenue d’activités artisanales liées à la production céramique au cours du VIIIe siècle av. J.-C..

### Fréquentation grecque
Entre le VIIIe siècle et le début du VIIe siècle av. J.-C., une attestation croissante d’objets de facture grecque d’importation, notamment céramiques, démontre le développement des contacts entre les communautés indigènes locales et les premiers explorateurs grecs sur la côte ionienne de l’Italie du Sud.
Au cours de la première moitié du VIIe siècle av. J.-C., un atelier de potiers actif sur la colline de l’Incoronata dite greca produit des vases céramiques de tradition indigène et de tradition grecque, trahissant la coexistence d’artisans indigènes et grecs sur un même lieu de production.
Dans un moment qu’il semble falloir situer entre la fin de la seconde moitié du VIIe siècle av. J.-C. et le tout début du VIe siècle av. J.-C., la colline de l’Incoronata dite greca semble être abandonnée, les structures de production arasées et oblitérées, et de nombreux matériels archéologiques rejetés dans des fosses, dont certains semblent témoigner de logiques de déposition ritualisées.
Sur la colline de l’Incoronata dite indigena, la documentation archéologique issue de contextes non funéraires témoigne d’une occupation au moins dans les premières décennies du VIIe siècle av. J.-C., vraisemblablement contemporaine de l’activité productive sur l’Incoronata dite greca. Un noyau sépulcral de quelques dizaines de tombes à inhumation et à crémation, datable autour du milieu du VIIe siècle av. J.-C., milite également en faveur d’une continuité d’occupation de l’Incoronata au cours de ce siècle, même si l’identité ethnique des occupants pendant cette phase d’occupation n’est pas définitivement établie.

### Sanctuaire grec colonial
Une partie de la colline qualifiée de greca connaît une réoccupation dans le cours du VIe siècle av. J.-C., sous la forme d’un petit sanctuaire rural lié à Métaponte, colonie grecque dont la création semble coincider avec la disparition du faciès indigène sur le site de l'Incoronata.

### Fréquentation médiévale
Relativement peu de données sont disponibles sur la fréquentation médiévale de l’Incoronata, si ce n’est l’interception de vestiges médiévaux notamment lors de l’une des campagnes de l’Université Rennes 2 en 2004.

## Historique de la découverte du site archéologique
Le site archéologique de l’Incoronata a bénéficié d’une attention continue depuis sa découverte, faisant l’objet de denses et divers programmes de fouilles et de recherches opérés par différentes institutions internationales.

### Découverte du site et premières fouilles et recherches de la Surintendance Archéologique de la Basilicate
Le site est découvert en 1970 par le premier surintendant des Antiquités de la région Basilicate, Dinu Adamesteanu. Celui-ci réalise un premier sondage en 1971, puis en 1972, sur la colline qui sera qualifiée de greca, y mettant effectivement au jour des vestiges matériels grecs ; mais y voyant mêlés de nombreux vases indigènes typiques de la protohistoire locale, il pressent déjà que l’établissement ait pu voir la cohabitation des Grecs et des indigènes.
Dans le même temps, à partir de 1970 jusqu’à 1987, étaient entreprises les fouilles des nécropoles indigènes de l’Incoronata et du plateau voisin de San Teodoro, dont la richesse matérielle et documentaire allait soutenir le développement des connaissances sur les sociétés indigènes de l’âge du Fer sur la côte ionienne.

### Les fouilles et recherches de l’Université de Milan
Des fouilles sont entreprises sur la colline de l’Incoronata dite greca dès le mois de mai 1974 par une équipe de l’Université de Milan dirigée par le Professeur Piero Orlandini. Dans le cadre de campagnes annuelles pratiquement en continu jusque 1996 (excepté quelques années « blanches » consacrées à l’étude des matériels archéologiques), il y fait exécuter de nombreux sondages, identifiés à chaque fois par une lettre, de A à X.
Le modèle interprétatif proposait alors de lire deux occupations distinctes et successives : un premier village indigène, dont l’occupation était datée entre la fin du IXe siècle et la fin du VIIIe siècle av. J.-C., se voyait totalement oblitéré et remplacé, à la suite de son abandon ou de sa brutale destruction par les nouveaux arrivants, par un emporion grec, un établissement constitué de maisons-magasins grecques appelées ici oikoi qui sera lui-même violemment détruit dans le troisième quart du VIIe siècle av. J.-C.. Cependant, au sein du dernier volume des publications des sondages de l’Université de Milan, on observe un changement de paradigme : ainsi, Marina Castoldi et Claudia Lambrugo suggèrent de lire la proportion relativement importante de vases céramiques indigènes au sein de ces oikoi grecs comme l’indice de la coexistence gréco-indigène, plus particulièrement comme la présence d’une épouse indigène au sein de la maison grecque.

### Les fouilles et recherches de l’Université d’Austin
Tandis que les fouilles et recherches milanaises battent leur plein, le surintendant Dinu Adamesteanu invite une équipe de l’Université d’Austin (Texas) dirigée par Joseph Coleman Carter à initier de nouvelles excavations en 1977 et 1978 sur l’éperon sud-est du même site. Les fouilles révèlent sensiblement les mêmes structures que celles excavées au même moment par l’équipe italienne ; toutefois, J. C. Carter soutenait une lecture plus pacifique des relations entre Grecs et indigènes, et imaginait volontiers une cohabitation des deux communautés au VIIe siècle av. J.-C.. Enfin, la mission américaine démontra l’existence d’un petit sanctuaire grec dans cette même zone de la colline, créé après une brève césure d'occupation au cours du VIe siècle av. J.-C., a priori monumentalisé et fréquenté possiblement jusqu’au IIIe siècle av. J.-C..

### Les fouilles et recherches de l’Université Rennes 2

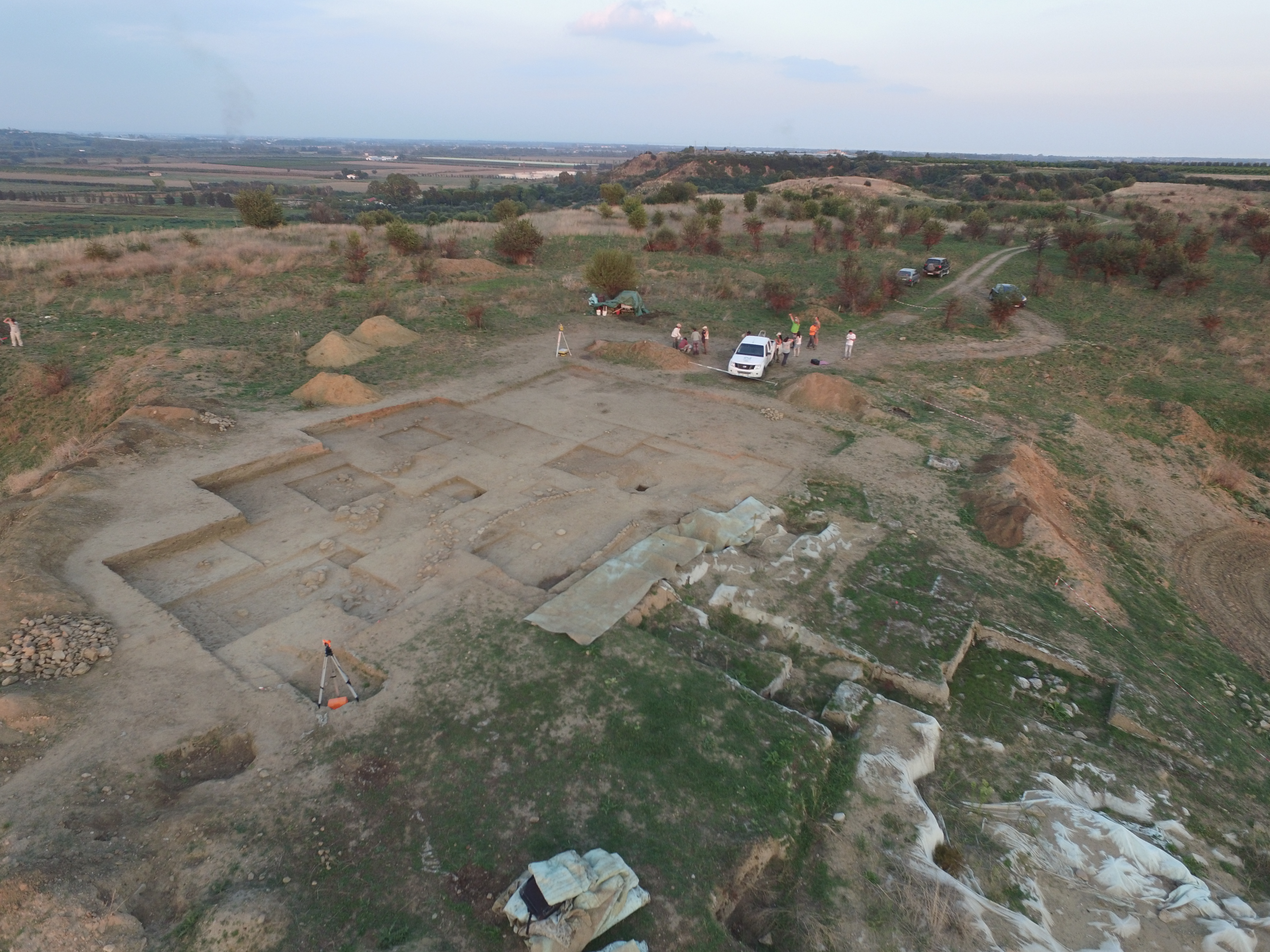
Fouilles en cours sur le secteur 1 par l'Université Rennes 2 (cliché geoNature - V. Muscio)

Une équipe de l’Université de Rennes 2, dirigée par Mario Denti, alors professeur d’Archéologie et d’Histoire de l’Art Antique au sein de l’institution rennaise, reprend les investigations archéologiques dès 2002. L’enjeu est alors de mettre en place un nouveau programme de fouilles et recherches sur la colline de l’Incoronata dite greca en particulier, et d’améliorer notamment la compréhension de l’articulation topographique des structures archéologiques, en procédant à des prospections géophysiques et archéomagnétiques et des sondages.
Si dans la zone proche des anciens sondages de l’Université de Milan, les structures archéologiques mises au jour sont sensiblement les mêmes, d’autres structures et documents émergent de la zone sud-ouest du plateau. Il s’agit tout d’abord des vestiges d’une zone artisanale liée à la fabrication et à la cuisson des poteries indigènes mais également grecques et datables au VIIe siècle av. J.-C., et ensuite de structures monumentales inédites correspondant à la phase d’occupation indigène du VIIIe siècle av. J.-C.. Les résultats de ces campagnes annuelles permettent de proposer là encore une phase de cohabitation entre indigènes et Grecs au cours du VIIe siècle av. J.-C., attestée clairement au moins dans la sphère artisanale. Le qualificatif grec de cette colline est alors remis en cause, les chercheurs proposant au contraire un site continûment indigène accueillant à partir du début du VIIe siècle av. J.-C. une communauté de potiers grecs, tandis que certains éléments qui appuyaient l'hypothèse de maisons-magasins grecques sont invalidés.

## Structures archéologiques

### Habitat et nécropoles indigènes à l’âge du Fer
C’est essentiellement sur le plateau collinaire de l’Incoronata dite indigena qu’ont été identifiés les vestiges de maisons de l’âge du Fer. Ces habitations étaient construites en matériaux périssables, terre et bois, et il ne reste généralement que leur négatif : des trous de poteaux délimitant leur périmètre et des structures semi-excavées de forme circulaire ou ovale, voire rectangulaire dans un cas au moins. Un axe viaire semble organiser cet habitat, et permet de séparer l’espace domestique de l’espace funéraire.
Les collines de l’Incoronata et de San Teodoro ont en effet abrité des centaines de tombes, organisées en différentes nécropoles, toujours distinctes de l’habitat qui leur est contemporain. Entre le début du IXe siècle av. J.-C. et le milieu du VIIIe siècle av. J.-C., quand l’on compte les plus nombreuses, ces tombes consistent généralement en fosses rectangulaires, voire semi-elliptiques, délimitées et renforcées par des pierres et des galets ; les défunts étaient inhumés en pleine terre ou en coffre en bois, déposés sur le flanc en position fœtale ou recroquevillée, avant de fermer d’une dalle en pierre et parfois de recouvrir d’un tas de pierres. Les trousseaux funéraires qui accompagnent les inhumé(e)s semblent témoigner d’un progressif enrichissement de certains membres de la communauté, à travers l’accumulation d’objets prestigieux, indice peut-être d’une différenciation sociale qui s’accentue.

### Les structures monumentales indigènes duVIIIesiècleav. J.-C.
C’est paradoxalement sur la colline qualifiée au début des recherches de greca, dans le secteur 1 des fouilles de l’Université Rennes 2, que l’on trouve des structures monumentales, à savoir des constructions de pierres et de terre, datées du VIIIe siècle av. J.-C. et à vocation non funéraire, peut-être non domestique pour certaines. Archéologiquement, il s’agit d’ensembles de pierres, terre et vestiges céramiques entre autres, extrêmement bouleversés, sciemment installés sur la limite méridionale de l’ouest de la colline, avec possiblement comme double objectif d’aménager et de renforcer artificiellement cet accès à la colline, tout en affichant une structure monumentale visible et remarquable dans la topographie locale. Au regard des éléments disponibles, il n’est pas possible de déterminer avec certitude si une partie de cette colline présentait une muraille défensive, à vocation utilitaire et/ou ostentatoire ; tandis qu’une partie des vestiges du sud du secteur pourrait correspondre, sur la base de l’organisation topographique et des matériels archéologiques identifiés, à la partie résidentielle du pouvoir local.

### Un atelier de production céramique indigéno-grec
C’est dans le secteur 1 des fouilles de l’Université Rennes 2 qu’on été trouvés les vestiges d’un atelier de potiers du VIIe siècle av. J.-C., confirmant définitivement la dimension productive du site de l’Incoronata, déjà soupçonnée par les équipes de recherche précédentes. Cet atelier consiste notamment en fours, probablement à deux volumes, dont il ne subsiste que les fonds et de rares lambeaux d’argile in situ. Les autres indices indirects indiquant la présence d’une activité de production céramique consistent en rejets de morceaux de fours, de ratés de cuisson et autres céramiques mélangés à la cendre, probablement consécutifs au nettoyage des fours. Certains contextes de rejets en particulier présentent la spécificité de mélanger ratés de cuisson de céramiques indigènes et de céramiques grecques, toutes produites localement donc, et datées par les chercheurs de la même période, plus précisément dans la première partie du VIIe siècle av. J.-C.. L’équipe de l’Université Rennes 2 a également proposé de relire certaines structures archéologiques précédemment découvertes, notamment les fosses circulaires ou rectangulaires, certaines d’entre elles ayant pu être utilisées (ou réutilisées) pour la décantation ou le travail de l’argile.

### Dépôts de céramiques
Certains contextes, consistant en structures quadrangulaires remplies d’un abondant matériel céramique, pierres et terre mélangés et auparavant lues comme des unités domestiques et de stockage dans le cadre d’un comptoir commercial grec, ont vu leur interprétation partiellement remise en cause. Les fouilles entreprises par l’Université Rennes 2 mettent en effet au jour dans le secteur 4 une de ces structures quadrangulaires, et une fouille minutieuse associée à un relevé systématique de la documentation archéologique démontrent une organisation dans ce qu’il convient alors d’appeler des « dépôts grecs ». La présence d’un service céramique essentiellement grec destiné au transport, au service et à la consommation du vin, constitué d’individus entièrement reconstructibles, l’organisation du dépôt consistant en vases de céramiques fines déposées en-dessous et recouvertes et « protégées » par les amphores et les grands conteneurs grecs, invitent les chercheurs à identifier des pratiques rituelles de déposition de la céramique.
La réalisation d’analyses archéomagnétiques sur les briques présumées cuites après un incendie révèle que ces briques ont été volontairement cuites, dans une atmosphère contrôlée, et contredisant donc le modèle interprétatif des maisons grecques montées en briques crues et détruites après un violent incendie.

### Sanctuaire grec duVIesiècleav. J.-C.
C’est la découverte d’une importante concentration de tuiles, terres cuites architectoniques et céramiques votives qui autorisa l’équipe de l’Université d’Austin en 1977 et 1978 à restituer la présence d’un petit édifice à vocation cultuelle sur la partie sud-est de la colline de l’Incoronata dite greca : si l’édifice et sa localisation demeurent inconnues pour l’instant, ces traces archéologiques indirectes, notamment les matériaux architecturaux que sont les tuiles et les terres cuites architectoniques, datées au VIe siècle av. J.-C., signent la présence évidente d’un tel édifice sur la colline même.

## Matériels archéologiques
Le site de l’Incoronata regorge littéralement de céramiques, ce qui en fait un site majeur pour qui s’intéresse au faciès et au développement des productions céramiques indigènes et grecques entre la période de l’âge du Fer et le début de la période archaïque. Ces matériels se répartissent entre les nécropoles, l’habitat et les zones artisanales et non-domestiques, bien que l’essentiel de la production grecque soit concentré sur le plateau de l’Incoronata dite greca. Le mobilier archéologique métallique est lui aussi très abondant, et majoritairement présent au sein des assemblages funéraires.

### Mobilier céramique indigène
Les nécropoles fouillées sous l’égide de la Surintendance archéologique puis leur publication ont permis la constitution d’un corpus conséquent, qui permet d’observer la caractérisation et l’évolution de la production céramique indigène de cette région de l’Italie méridionale, du début du IXe siècle av. J.-C. au milieu du VIIIe siècle av. J.-C..
Contrairement à la plupart des sites indigènes non funéraires de la même époque qui présentent plutôt un mobilier très fragmenté, de nombreux contextes non funéraires ont permis l’enregistrement de vases céramiques indigènes entiers ou archéologiquement complets et assez peu fragmentés, notamment parmi les vases peints.
On peut donc distinguer plusieurs classes céramiques, toutes modelées :
- la céramique dite a impasto, faite d’une pâte grossière à semi-grossière, mais dont la surface peut parfois être lissée et travaillée jusqu’à obtenir un aspect lustré et plus ou moins brillant, de couleur rougeâtre à noire. Elle peut parfois présenter une décoration incisée ou à relief. Elle peut être à destination culinaire, les inclusions présentes dans sa pâte servant à atténuer les chocs thermiques et préserver l'intégrité du vase lors de la cuisson d'aliments sur le feu.
- la céramique fine achrome, faite d’une pâte épurée, à l’épaisseur pariétale plus ou moins fine, et dont l’aspect de surface peut être plus ou moins travaillé. Elle est très rarement décorée à relief.
- la céramique fine décorée, faite d’une pâte épurée, montrant généralement une relative finesse pariétale, et qui présente une partie de sa surface externe décorée. Cette décoration peut présenter une seule couleur, allant du rouge très brun au noir en passant par le marron, elle est alors dite monochrome, ou bien afficher une couleur supplémentaire, du rouge clair au rouge brique, et elle est alors dite bichrome. Les motifs présents sont essentiellement géométriques (bandes horizontales, verticales, métopes, triangles, losanges…) et s’organisent selon des syntaxes qui peuvent être assez complexes ; les motifs figuratifs sont relativement rares, et consistent généralement en figures ornithomorphes, plus exceptionnellement en figures anthropomorphes.

### Mobilier céramique grec
C’est la présence particulièrement abondante de céramique grecque qui valut l’appellation de greca à l’un des plateaux d’Incoronata. Même si en définitive l’occupation de l’ensemble du complexe collinaire d’Incoronata peut être essentiellement lue comme indigène, la quantité et la qualité du mobilier céramique d’origine grecque qui émerge dès les premières fouilles dans les années 1970 sont naturellement considérées comme extraordinaires : elles focalisent et orientent les recherches sur la composante hellénique d’Incoronata.
On distingue généralement au sein de ce mobilier céramique grec la production importée de celle locale :
- la céramique grecque importée, parmi laquelle l’on retrouve aussi bien de la vaisselle fine, notamment corinthienne[35], que des amphores – destinées à transporter des denrées comme l’huile et le vin – en provenance de différentes régions grecques allant de Corinthe à la Grèce de l’Est en passant par l’Attique[36].
- la céramique grecque de production locale, comprenant majoritairement des formes montées au tour et destinées au service et à la consommation des liquides, allant des productions presque sérielles de coupes a filetti et de kanthariskoi de type achéen à une production plus exceptionnelle de stamnoi, dinoi et autres vases de service à la riche décoration figurative[37].

On trouve également parmi ce mobilier céramique des objets plus atypiques, comme le célèbre perirrhanterion, bassin sur pied pour les ablutions rituelles, dont le décor à relief figurant des épisodes mythologiques et homériques a été réalisé localement par moulage.